# 莫離支
莫離支（マンニジ、朝鮮語: 막리지）は、高句麗の最高執政官の官職。

## 概要
末松保和は、高句麗の最高執政官「莫離支」を、新羅における王を称する「麻立干」の原語とみなし、「莫離」「麻立」ともに「マカリ」と読み、『釈日本紀』にある「上臣（マカリダロ）」や「正夫人（マカリヲリクク）」の古訓を採用して、「マカリ」には上・大・正などの意味とする。